# Laszlo Marko

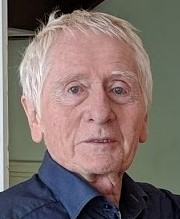
Laszlo Marko

Laszlo Marko, född 12 juli 1935 i Vác i Ungern, död 30 januari 2021 i Djursholm, var en svensk arkitekt.

## Biografi
Laszlo Marko började studera arkitektur i Budapest, Ungern. I samband med Ungernrevolten 1956 lämnade han hemlandet. Han valde att komma till Sverige, som under 1950-talet hade högt anseende inom arkitektur och design. I Sverige fortsatte Laszlo Marko sina arkitekturstudier vid Chalmers tekniska högskola. Han ansågs tillhöra de mest begåvade studenterna i sin årskull, och han försörjde sig redan under studietiden i Göteborg genom arkitektarbete. Han genomgick senare högre studier inom arkitektur vid Konstakademin i Stockholm (1965).
Laszlo Marko var verksam som arkitekt hos Varhelyi arkitektkontor i Stockholm. Han var därefter förste arkitekt i Stockholms stad under stadsbyggnadsdirektörna Göran Sidenbladh och Torsten Westman, och hade ett mycket nära samarbete med dem båda. Laszlo Marko rekryterades sedermera till en tjänst som chef för K-konsults stadsplaneverksamheter i hela Sverige. Han var förste arkitekt och projekteringsledare i samband med omdaningen av kvarteret Överkikaren, då Söderleden och järnvägen överdäckades och Landstingsförbundets hus byggdes (numera säte för SKR, Sveriges kommuner och regioner). Från 1984 drev han Marko Arkitektkontor Aktiebolag i Djursholm.
I Stockholm står Laszlo Marko bland annat bakom Alviksbron som kom till efter att han vann en internationell arkitekttävling i konkurrens bland annat med tidens mest kända broarkitekter, Rafael Moneo och Santiago Calatrava. Han har ritat Hilton Stockholm Slussen, och påbyggnaden av ett äldre hus på Arsenalsgatan 6, Blasieholmen. Utöver Alviksbron har Laszlo Marko formgivit bland annat bron över Stäketsundet i Stockholms närhet, samt Roslagsbanans bro över Stocksundet mellan Solna och Danderyd. På Stortorget i Örebro står fontänen Gamla normer nya former som utformades tillsammans med konstnärerna Göran Lange och Jenö Debröczy. I Nyköping ritade Laszlo Marko Brandkärrsområdet tillsammans med Georg Varhelyi. Centralt i Stockholm, intill Blekholmstorget och med utsikt mot Klara kanal ritade han bostadshus i sen postmodernistisk stil, som blivit mycket uppskattade. Helt nära dessa bostadshus ligger, utmed Blekholmsterrassen, en rad kontorshus som även de bär signaturen Laszlo Marko. I Spånga har Laszlo Marko ritat ett område av stadsradhus i Sundby Park (kvarteret Erik). 
Laszlo Marko är begravd på Djursholms begravningsplats

## Bilder

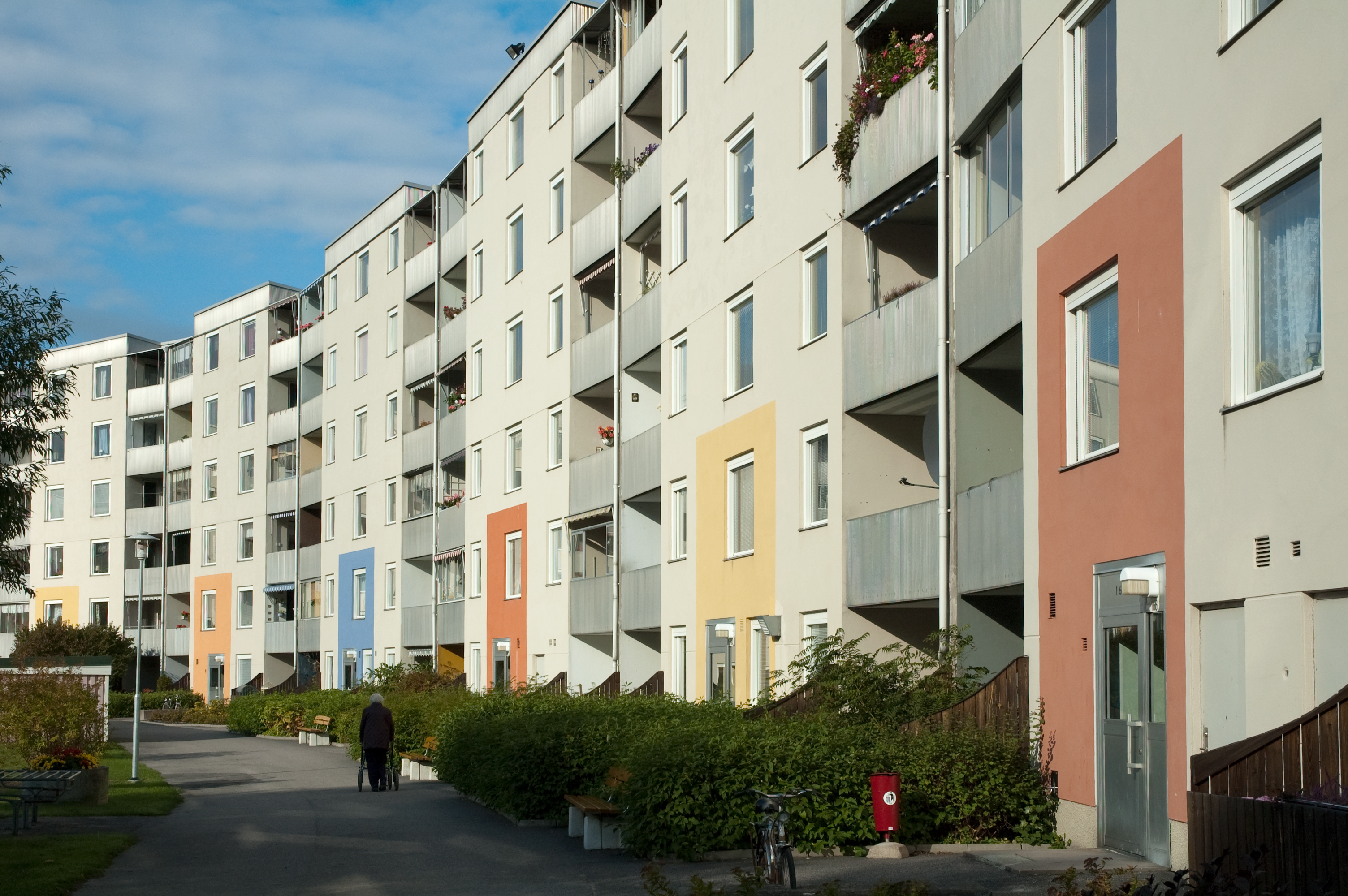
Brandkärr, Nyköping
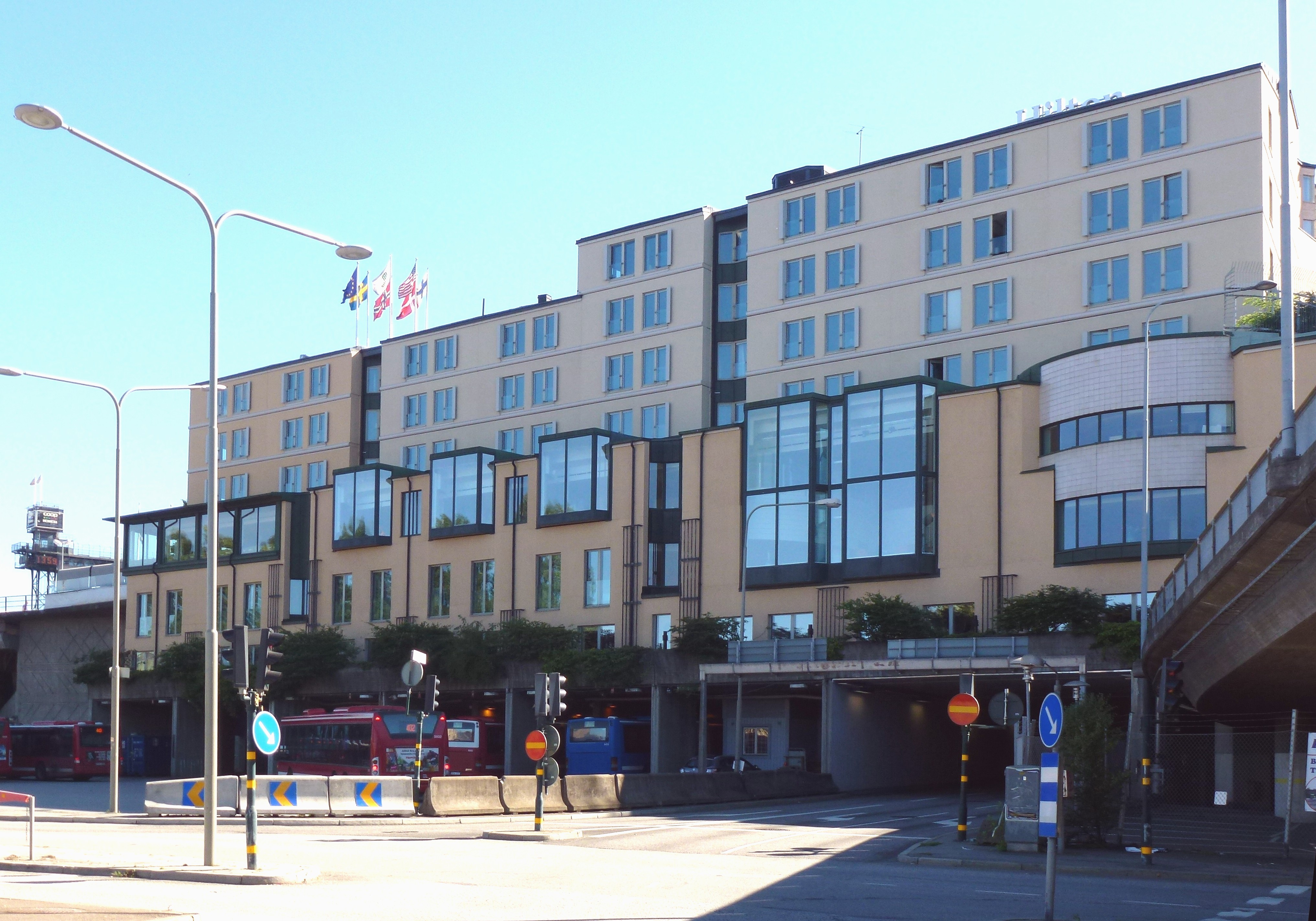
Hilton Slussen
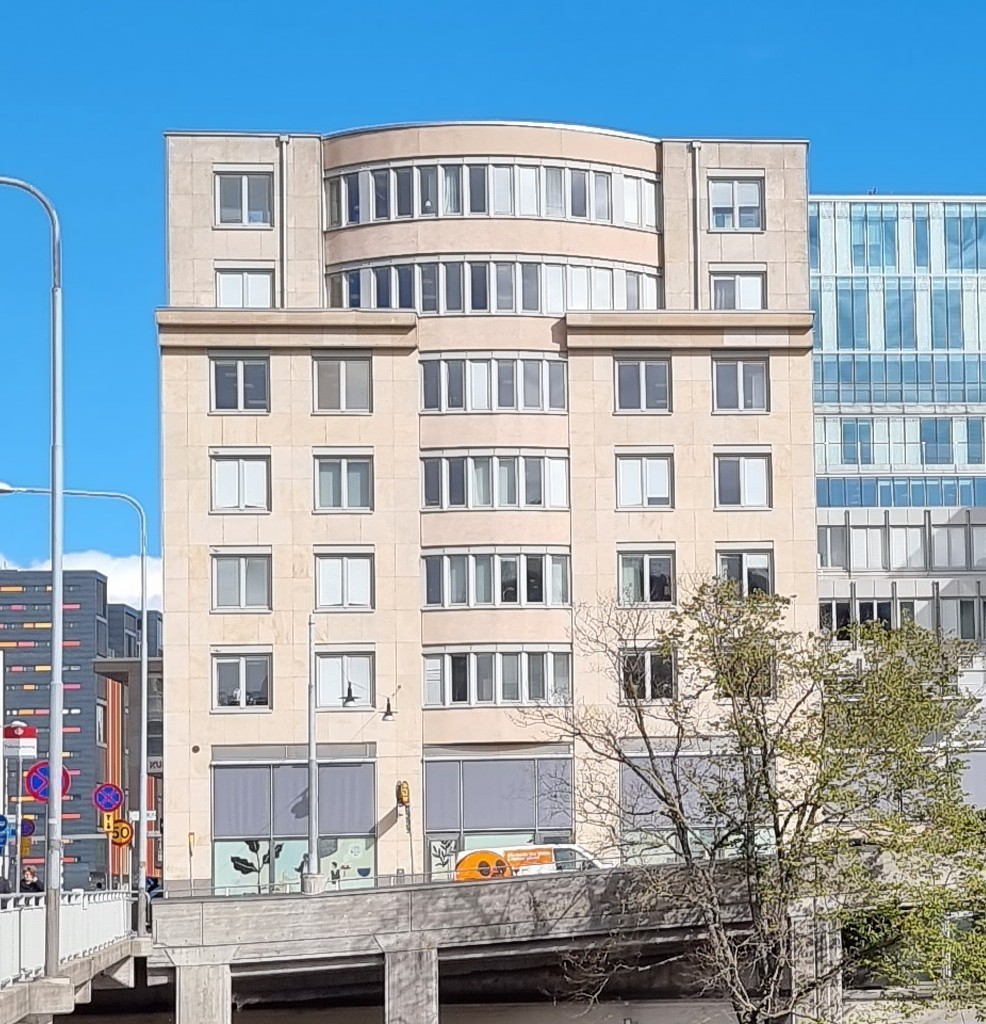
Kontorshus vid Blekholmstorget
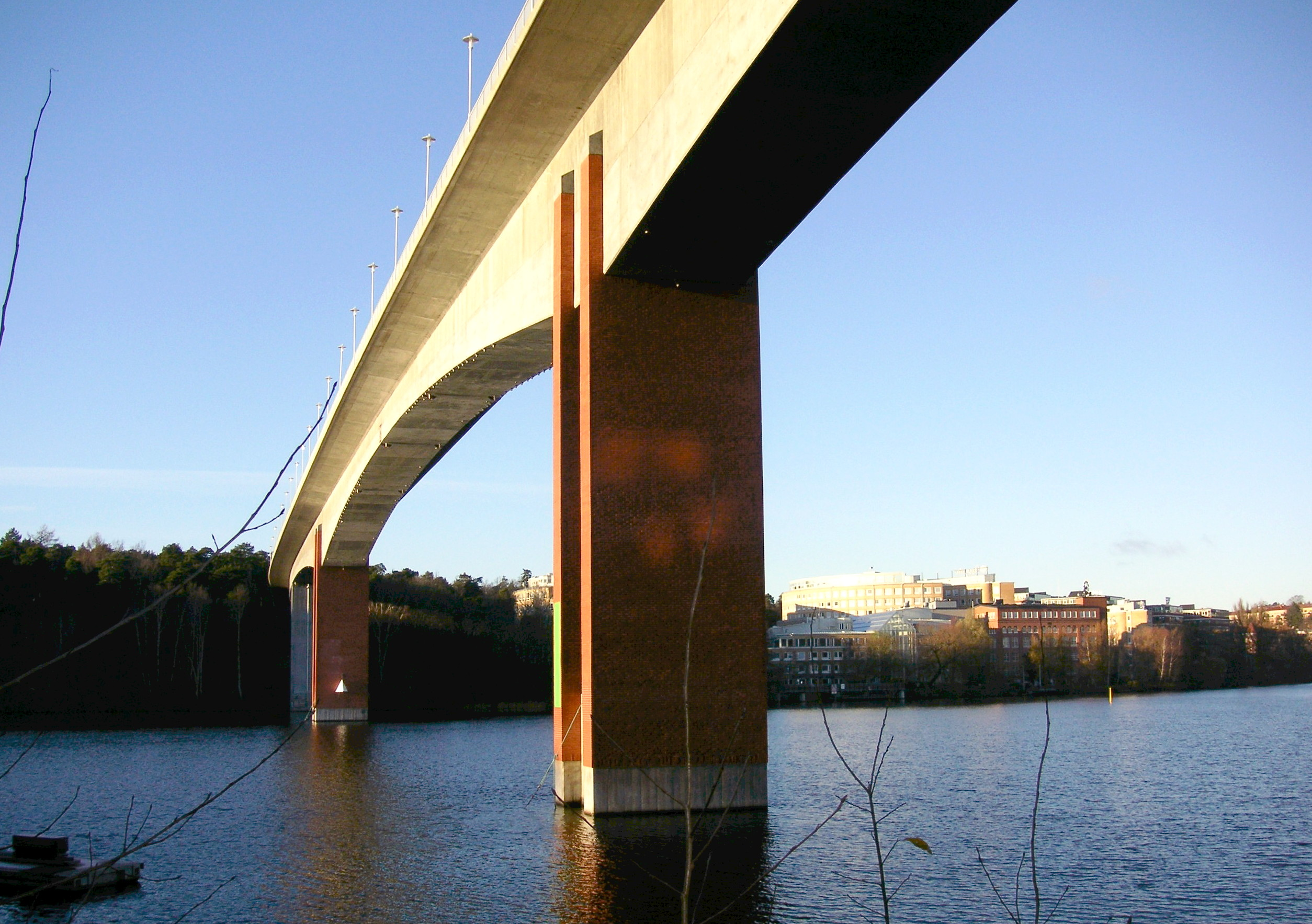
Alviksbron
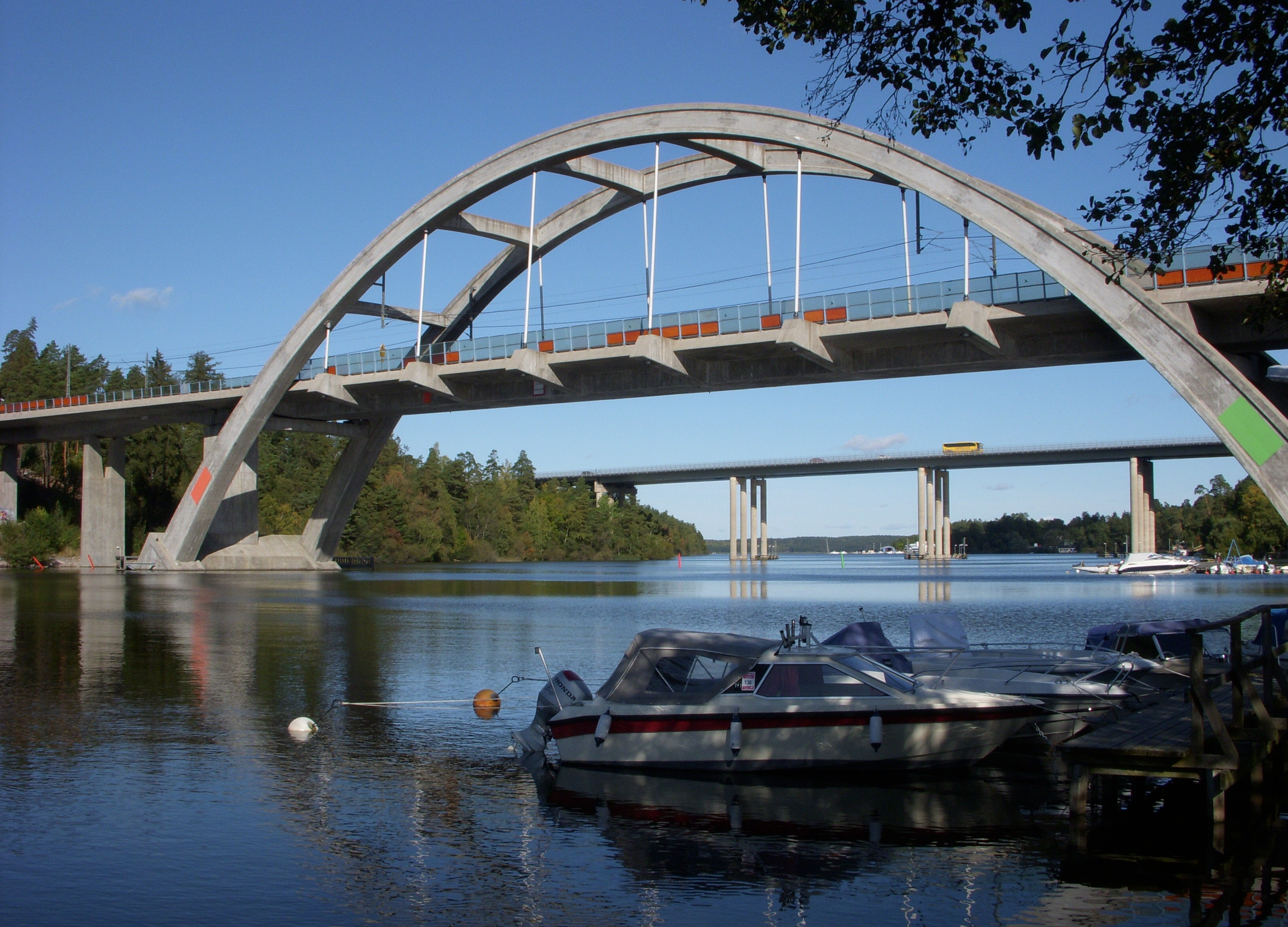
Järnvägsbron över Stäketsundet
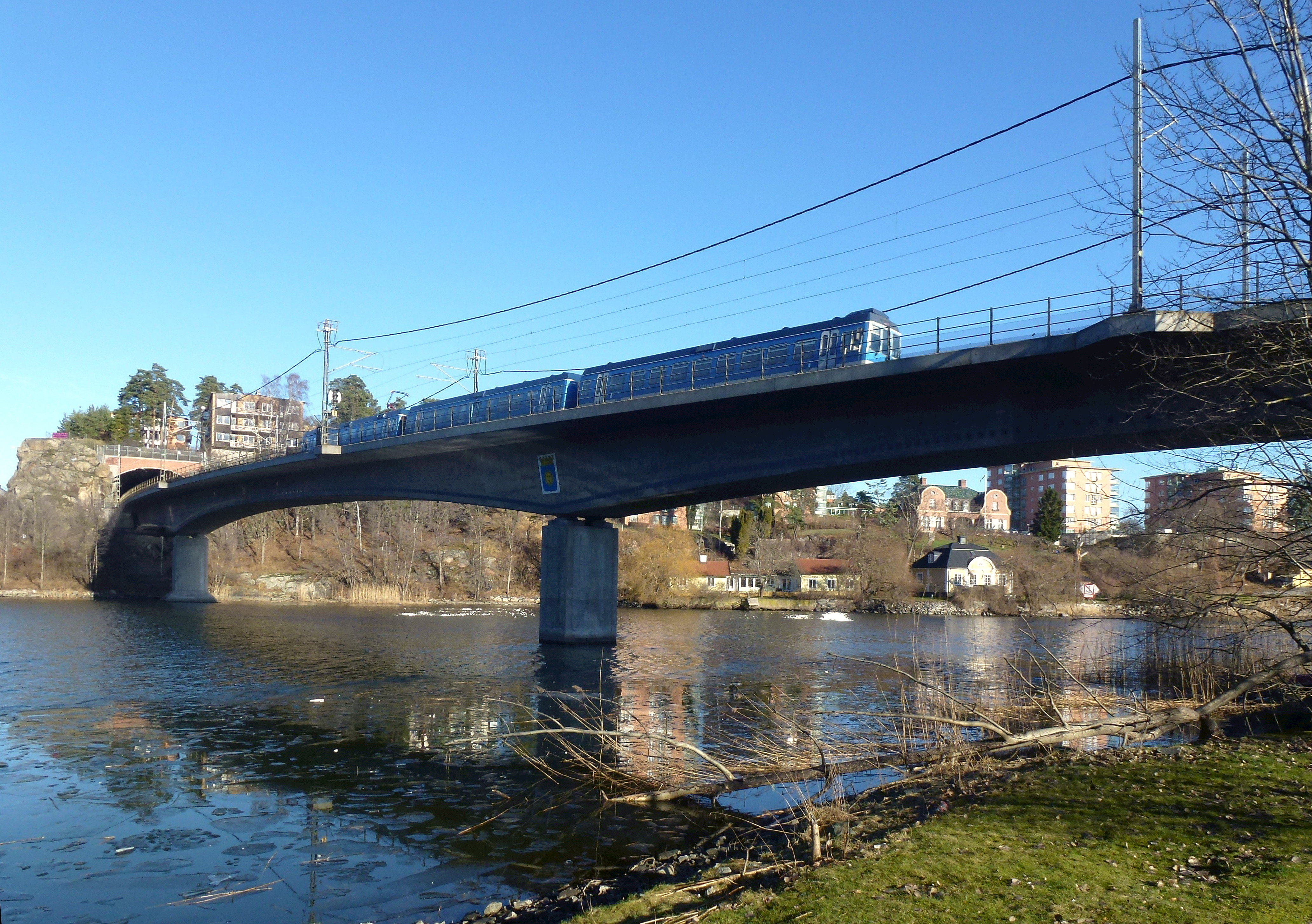
Stocksundsbron